# Europejski Dzień Pamięci Ofiar Stalinizmu i Nazizmu
Europejski Dzień Pamięci Ofiar Stalinizmu i Nazizmu, znany również jako Międzynarodowy Dzień Czarnej Wstążki – międzynarodowe święto obchodzone 23 sierpnia, ustanowione przez Parlament Europejski w 2008 roku na 70. rocznicę zawarcia Paktu Hitler-Stalin (Ribbentrop-Mołotow), przypadającą 23.08.2009, celem upamiętnienia ofiar reżimów totalitarnych i autorytarnych oraz czczenia ich pamięci w godny i bezstronny sposób.
Obchody Dnia upamiętniają ofiary masowych deportacji i eksterminacji w czasach stalinizmu i nazizmu, a jednocześnie mają na celu ściślejsze zakorzenienie demokracji i wzmocnienie pokoju i stabilizacji kontynentu europejskiego.